# Srednja strojna šola, Novi Sad
Srednja strojna šola v Novem Sadu je ena največjih šol v Srbiji. Ustanovilo jo je Ministrstvo trgovine in industrije leta 1936. V času od nastanka do danes je šola večkrat zamenjala svoje ime.
Pod zdajšnjim imenom deluje od 27. novembra 1990.

## Zgodovina
Leta 1909 se je v Novem Sadu začela doba učenja obdelave kovin, ko so v vajenski šoli poučevali kovanje. Do leta 1911. so razširili učenje še na strugarje, strojne ključavničarje in vodoinštalaterje. Najpomembnejše je bilo praktično delo, ki je bilo tudi najbolj zastopano. Poleg strokovnih predmetov so bodoče kovinostrugarje izobraževali še v korespondenci, računanju in geometriji. Poklici iz področja strojništva so postali popularna že mnogo pred ustanovitvijo prve srednje šole leta 1936.
Prva strojniška šola v Novem Sadu je bila ustanovljena s strani Ministrstva za trgovino in industrijo, kot ena od dveh odsekov Državne srednje tehnične šole. Zaradi važnosti, ki so ji ji pripisovali ministri, je bila direktno pod upravo Ministrstva. Za časa Druge svetovne vojne je bila v njej madžarska šola, po zaključeni okupaciji pa je bil ves inventar uničen.
Šolanje v njej je obiskovalo več kot 50.000 učencev. Največ učencev je imela leta 1975 in sicer 2.500 v 83 oddelkih. Veliko njenih učencev in profesorjev je bilo priznanih v Srbiji. Najbolj poznan je vojni heroj Boško Palkovljević – Pinki, poznan tudi kot vodja stavke v Novem Sadu. Po vojni je šola nosila njegovo ime.
Danes Srednja strojniška šola predstavlja izobraževalno inštitucijo, ki se razlega na več kot 12.000 m² zaprtega in okoli 24.000 m² odprtega prostora. Je ena od največjih in najbolj opremljenih šol v regiji.